# Xavier Kouassi
Pour les articles homonymes, voir Kouassi.
Xavier Kouassi, est un footballeur international ivoirien, né le 28 décembre 1989 à San-Pédro, qui évolue au poste de défenseur central ou milieu défensif au Pau FC.

## Biographie

### Carrière en club

#### Séwé Sport (2008-2009) et Servette FC (2009-2013)
Après avoir été formé en Côte d'Ivoire puis dans les sections jeunes du Servette de Genève, il évolue depuis deux saisons dans l'équipe professionnelle en Super League Suisse. C'est un milieu de terrain polyvalent pouvant jouer milieu défensif et offensif.
En fin de contrat en juin 2013 avec le Servette, il est approché par des clubs français de Ligue 1, de Ligue 2 mais aussi par l'équipe suisse du FC Aarau.

#### FC Sion (2013-2016)
En juillet 2013, il rejoint l'équipe Suisse du FC Sion avec laquelle il remporte la coupe de Suisse 2015. Il est capitaine de l'équipe à partir de la saison 2014-2015.

#### Aventure aux USA au New England Revolution (2016-2017)
En 2016, il quitte la Suisse pour les Etats-Unis, il rejoint les New England Revolution où il restera 1 saison.

#### Retour en Suisse au FC Sion (2018-2020)
En février 2018, il est annoncé qu'il retrouve le FC Sion où il a signé un contrat jusqu'à la fin de la saison avec une année en option.
Par la suite, il redevient le capitaine de l'équipe.
Il est licencié le 19 mars 2020 pour avoir refusé d'être mis au chômage technique, à la suite de la pandémie de coronavirus.

#### Neuchâtel Xamax (2020)
Le 29 mai 2020, il est recruté par le club Neuchâtel Xamax.

#### Aventure en France au Pau FC (depuis 2020)
Toutefois, il s'engage finalement avec le Pau FC en Septembre 2020, afin de prende part à la toute première saison professionnelle du club en Ligue 2. Kouassi explique son choix par la possibilité de travailler de nouveau avec Didier Tholot.

### Carrière en équipe nationale
En 2011, Kouassi porte à une reprise le maillot national ivoirien.

### Palmarès
- Avec le FC Sion
  - Vainqueur de la Coupe de Suisse en 2015